# Pilha de Daniell
O surgimento das pilhas elétricas foi um grande marco na evolução científica. A primeira pilha da qual se conhece que foi capaz de manter uma corrente elétrica constante em um período de tempo razoavelmente longo foi construída em 1836 por John Frederic Daniell.
Pode-se dizer que a pilha são sistemas que produzem corrente contínuas através da energia química produzida através de uma reação de oxidorredução, ou seja, aquela onde há transferências de elétrons entre seus reagentes, onde uma espécie ganha elétrons o que chamada de redução e outra espécie que perde elétrons chamada de oxidação.

## Contexto Histórico
Otto Von Guericke (1602 – 1686) criou em 1660 o primeiro gerador de energia, o equipamento construído era uma aparato que era capaz de produzir eletricidade. A máquina consistia em uma esfera de enxofre num eixo e um dispositivo mecânico que possibilitava o movimento de rotação, quando friccionada com a mão seca, a esfera se tornava eletrificada gerando faíscas, apesar da invenção produzir eletricidade, não era possível obter uma corrente elétrica. Mesmo com a limitação da máquina, as cargas elétricas eram armazenadas em capacitores, conhecidos como garrafas de Leiden.
Em 1781, o médico e filósofo italiano Luis Galvani (1737 – 1798) junto com seus ajudantes que trabalhavam com uma rã dissecada observaram um fenômeno quando um de seus ajudantes acidentalmente tocou o membro inferior do animal com um bisturi, uma faísca havia sido gerada pela máquina eletrostática ao mesmo tempo, em cima da bancada de trabalho se encontrava uma máquina eletrostática e uma garrafa de Leiden. O fenômeno ainda não havia acontecido antes, os músculos da perna da rã morta contraíram-se.
Através dos trabalhos de Galvani que o professor de física da Universidade de Pávia Alessandro Giuseppe Anastasio Volta (1745 – 1827) teve o conhecimento e quis repetir o experimento realizado por Galvani. Nos primeiros experimentos realizados através da eletricidade animal, Volta ficou estupefato, porém sua opinião foi mudando ao perceber que a rã era um sensor de eletricidade externa e não uma fonte de eletricidade interna, foi nessa época que observou-se que um arco bimetálico era melhor que um arco monometálico.
Volta estava impressionando e queria provar que metais podiam gerar eletricidade. Ao fazer contato com uma lâmina de prata e zinco detectou através de um eletroscópio uma quantidade de eletricidade gerada. Desse processo surgiu a ideia de empilhar placa de dois metais diferentes com o propósito de obter eletricidade comparada a das máquinas elétricas. A seguinte etapa consistia em umedecer os pares de discos metálicos em uma solução salina, observou-se que as tensões elétricas se somavam , surge então à primeira pilha elétrica. Volta ainda propôs outra modificação denominada cadeia de copos, onde as laminas de cobre e zinco eram conectadas uma a outra de forma que ficavam muito parecidas com copos.
Apesar de ser uma grande invenção na área, as pilhas voltaicas tinham uma grande limitação, pois se descarregavam rapidamente. A solução para o problema surgiu em 1830 quando o físico Willion Sturgeon (1783 – 1850) conseguiu prolongar a vida útil das pilhas através do amalgamento. 
Em 1836, o químico John Frederic Daniell aperfeiçoou a invenção de Volta, já que a pilha não era capaz de manter corrente elétrica por tempo prolongado. Foi através de experimentos que descobriu que seria mais eficiente se fossem utilizados eletrodos em compartimentos separados e uma ponte salina, que são responsáveis  pelo fechamento do circuito.

## O que é uma pilha
Pilha é um dispositivo constituído por dois eletrodos e um eletrólito arranjados de forma que se produza energia elétrica, elas transformam a energia química em energia elétrica. As pilhas podem ser consideradas capacitores e armazenam energia na forma de diferença de potencial que pode ser liberadas como corrente elétrica ao serem ligados a um circuito.

## Pilha de Daniell
A pilha de Daniell é composta de uma placa de zinco e uma solução de ZnSO4 de concentração 1mol/L imersa em um recipiente de vidro contendo e uma placa de cobre em uma solução de CuSO4 de concentração 1 mol/L. As soluções são conectadas por uma ponte salina e uma parede porosa de barro. Fios são conectados as placas dos metais, este sistema é denominado como célula.
Após certo tempo ocorrido a reação podem se observar algumas mudanças no processo: a placa de zinco foi oxidada, perdendo massa; a placa de cobre aumentou de massa e a solução de sulfato de cobre que era azul inicialmente fica mais descorada.
As reações ocorridas são chamas de reações de oxidorredução que ocorreram entre os dois eletrodos. O zinco por ser um metal mais reativo que o cobre transfere seus elétrons por meio do fio condutor, ou seja, ele sofre oxidação, tornando-se o polo negativo da pilha chamado de ânodo. O zinco metálico foi consumido transformando-se em cátions de zinco. A reação que ocorre no outro eletrodo constituído por cobre é o ganho de elétrons proveniente do zinco, transformando-se em cobre metálico ou seja , está sofrendo redução, essa lado positivo chama-se cátodo. 
Semirreação do ânodo: Zn( s) ↔ Zn2+(aq) + 2 e-
Semirreação do cátodo: Cu2+(aq) + 2 e- ↔ Cu( s)
A descoração da cor azul na solução de cobre era devido aos íons de cobres dispersos , como os íons foram consumidos transformando-se em cobre metálico a intensidade de azul da solução diminui.

## Células Galvânicas
Uma célula eletroquímica em geral é um dispositivo em que uma corrente elétrica é produzida por uma reação química por uma reação química espontânea ou é usada para forçar a ocorrência de uma reação não espontânea. Uma célula Galvânica consiste em uma célula eletroquímica em que uma reação química espontânea é usada para gerar uma corrente elétrica. A pilha de Daniell é um exemplo muito famoso das células galvânicas.

## Estrutura da pilha de Daniell
A Pilha de Daniell trata-se de uma placa de zinco (Zn) imersa em uma solução de ZnSO4 coligada á uma placa de cobre (Cu) imersa em uma solução de CuSO4. As duas soluções são ligadas por uma ponte salina.
Representação esquemática da Pilha de Daniell

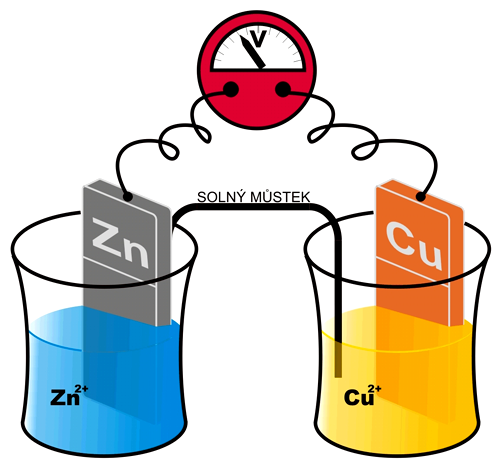
Diagrama de uma pilha de Daniell

## Sentido dos elétrons
Sabemos que para que haja uma corrente elétrica faz se necessário um fluxo de elétrons, entretanto esse fluxo é ordenado e apresenta um sentido convencionado. A convenção propõe que os elétrons circulam do eletrodo de maior potencial de oxidação para o de menor potencial de oxidação. No caso da pilha de Daniell os elétrons transitam do metal zinco para o metal cobre.

## Pólos da pilha
Como nas pilhas encontradas para comercialização, a pilha de Daniell também apresenta polos definidos. Esses polos indicam o local de saída e entrada dos elétrons, também foram estipulados por meio de convenções.
           Nas pilhas em geral admite-se o polo positivo aquele que apresenta o menor potencial de oxidação, e o polo negativo aquele que apresenta o maior potencial de oxidação, esses valores podem ser encontrados em tabelas de potencial de oxidação. Para a pilha de Daniell temos:
Polo positivo – Cu.
Polo negativo – Zn.
Fila de potenciais de redução e oxidação
| Potencial de redução (Eº red) | Estado reduzido | Estado oxidado    | Potencial de oxidação (Eº oxid) |
| ----------------------------- | --------------- | ----------------- | ------------------------------- |
| -3,04                         | Li ↔            | Li+ + e-          | +3,04                           |
| -2,92                         | K↔              | K+ + e-           | +2,92                           |
| -2,90                         | Ba↔             | Ba2+ + 2e-        | +2,90                           |
| -2,89                         | Sr↔             | Sr2+ + 2e-        | +2,89                           |
| -2,87                         | Ca↔             | Ca2+ + 2e-        | +2,87                           |
| -2,71                         | Na↔             | Na+ + e-          | +2,71                           |
| -2,37                         | Mg↔             | Mg2+ + 2e-        | +2,37                           |
| -1,66                         | Al↔             | Al3+ + 3e-        | +1,66                           |
| -1,18                         | Mn↔             | Mn2+ + 2e-        | +1,18                           |
| -0,83                         | H2 + 2(OH-) ↔   | 2H2O +2e-         | +0,83                           |
| -0,76                         | Zn ↔            | Zn2+ +2e-         | +0,76                           |
| -0,74                         | Cr↔             | Cr3+ + 3e-        | +0,74                           |
| -0,48                         | S2-↔            | S + 2e-           | +0,48                           |
| -0,44                         | Fe↔             | Fe2+ + 2e-        | +0,44                           |
| -0,28                         | Co ↔            | Co2+ + 2e-        | +0,28                           |
| -0,23                         | Ni ↔            | Ni2+ + 2e-        | +0,23                           |
| -0,13                         | Pb ↔            | Pb2+ + 2e-        | +0,13                           |
| 0,00                          | H2↔             | 2H+ + 2e-         | 0,00                            |
| +0,15                         | Cu2+↔           | Cu2+ + e-         | -0,15                           |
| +0,34                         | Cu ↔            | Cu2+ + 2e-        | -0,34                           |
| +0,40                         | 2(OH-)          | H2O +1/2 O2 + 2e- | -0,40                           |
| +0,52                         | Cu ↔            | Cu + + e-         | -0,52                           |
| +0,54                         | 2I-↔            | I2+ + 2 e-        | -0,54                           |
| +0,77                         | Fe2+↔           | Fe3+ + e-         | -0,77                           |
| +0,80                         | Ag ↔            | Ag+ + e-          | -0,80                           |
| +0,85                         | Hg ↔            | Hg2+ + 2e-        | -0,85                           |
| +1,09                         | 2Br-↔           | Br2- + 2e-        | -1,09                           |
| +1,23                         | H2O ↔           | H2+ +1/2 O2 + 2e- | -1,23                           |
| +1,36                         | 2Cl-↔           | Cl2 + 2e-         | -1,36                           |
| +2,87                         | 2F-↔            | F2 + 2e-          | -2,87                           |

## Cátodo e Ânodo
Catodo e ânodo são os eletrodos nas quais ocorrem as oxidações e as reduções da pilha, provenientes das reações de oxirredução. Os elétrons são liberados pela meia reação de oxidação no ãnodo, passam pelo circuito externo e reentram na célula no catodo, na qual eles são usados na meia reação de redução . Para o exemplificando o Cátodo e Ânodo da pilha de Daniell temos: 
Cátodo – placa de menor potencial de oxidação – Cu. Onde ocorre redução.
Ânodo – placa de maior potencial de oxidação – Zn. Onde ocorre oxidação.

## Equação global da pilha
Zn(s) + Cu(aq)+2 → Zn(aq)+2 + Cu(s)
A pilha de Daniell é representada pela seguinte notação:
Zn°/Zn2+//Cu2+/Cu°///
Ânodo - Ponte Salina (//) – Cátodo

## Variação de massa nas placas
À medida que a reação química ocorre, sabemos que os elétrons se transferem dos átomos de zinco para os íons Cu2+, que estão próximos na solução. Esses elétrons reduzem os íons de Cobre para Cu metálico formando assim um depósito sólido na pilha. E uma vez que o cobre está recebendo elétrons e depositando seu material metálico, o zinco está perdendo os seus elétrons e passa a sofrer a corrosão de sua placa voltando para o meio em forma de solução. 
Placa de maior potencial de oxidação – diminui – Zn.
Placa de menor potencial de oxidação – aumenta – Cu.

## Ponte salina
A ponte salina tem como função manter constante a concentração de íons positivos e negativos, durante o funcionamento da pilha, uma vez que sabemos que os íons presentes na solução da pilha se alteram ao longo da reação química. Ela permite a passagem de cátions em excesso em direção ao cátodo e a passagem dos ânions em direção ao ânodo. Normalmente a ponte salina consiste em um tubo em formato de “U”, com uma solução de KCl, que é responsável pela manutenção do íons em solução. 